# Miguel de Carvalho
Pour les articles homonymes, voir Carvalho.
Miguel de Carvalho, né en 1579, à Braga (Portugal) et mort (exécuté) le 25 août 1624 à Ōmura au Japon, est un prêtre jésuite portugais, missionnaire au Japon.

## Biographie

### Jeunesse et formation
Entré en 1597 au noviciat jésuite à Coimbra, de Carvalho y poursuit sa formation religieuse. En 1602 il est envoyé dans les Indes portugaises où il continue ses études de philosophie et de théologie au collège Saint-Paul de Goa. Après avoir été ordonné prêtre il passe 7 années à Goa à enseigner la théologie dans ce même collège. Destiné à la mission japonaise il arrive au Japon le 21 Août 1621 après un long voyage qui le fait passer par Manille et Macao.

### Années au Japon et martyr
de Carvalho arrive au Japon au moment où après une période d'intense activité missionnaire de l'Église catholique, Hidetada Tokugawa, le deuxième shōgun de la dynastie Tokugawa, publie un décret interdisant la pratique et l'enseignement de la foi chrétienne. Tous les missionnaires avaient quitter le Japon.
de Carvalho avec l'accord de ses supérieurs décide de rester. Pendant deux ans déguisé en soldat portugais il assimile la langue japonaise. Sa présence comme missionnaire est néanmoins découverte et il est alors expulsé de l'île d'Amakusa où il vivait. Il se rend alors à Nagasaki, où le provincial jésuite du moment Francisco Pacheco, lui conseille de rester prudent dans son activité missionnaire et lui ordonna de s'occuper secrètement d'un petit groupe de convertis vivant dans une zone périférique. Le 22 juillet 1623, alors qu'il revenait de son ministère pastoral à Ōmura, il est arrêté après dénonciation. Dans la prison locale, il retrouve d'autres missionnaires arrêtés comme lui, Pedro Vásquez, Louis Sotelo et deux franciscains japonais, Ludovicus Sasada et le tertiaire franciscain Ludovicus Baba. Le 24 août, la condamnation à mort est prononcée. Le 25 août 1624, Carvalho et ses compagnons de captivité sont brûlés vifs.

## Vénération
Miguel de Carvalho fut béatifié avec l’ensemble des martyrs japonais le 7 juillet 1867 par le pape Pie IX. Liturgiquement il est commémoré le 25 août.